# 罗韦尼奥
罗韦尼奥（義大利語：Rovegno），是意大利热那亚省的一个市镇。总面积42.5平方公里，人口564人，人口密度13.3人/平方公里（2009年）。ISTAT代码为010052。